# Existencialisme ateu
L'existencialisme ateu és una mena d'existencialisme que difereix clarament de les obres existencialistes cristianes de Søren Kierkegaard, i es desenvolupa des d'un punt de vista ateu.
La filosofia de Søren Kierkegaard proveeix la fundació teòrica de l'existencialisme al s. XIX. L'existencialisme ateu comença a ser reconegut després de la publicació, el 1943, de L'ésser i el no-res de Jean-Paul Sartre, que hi al·ludeix en la seua obra L'existencialisme és un humanisme, de 1946. Sartre havia escrit abans indirectament sobre l'existencialisme ateu (p. ex.: La nàusea (1938) i les narracions de la seua col·lecció de 1939 El mur).
Albert Camus (amb El mite de Sísif) i Simone de Beauvoir també escrigueren des d'una perspectiva existencialista atea.

## Principis
Aquest terme es refereix a l'exclusió de qualsevol creença transcendental, metafísica o religiosa des d'un pensament filosòfic existencialista. L'existencialisme ateu no pot compartir elements (p. ex.: l'angoixa o la rebel·lió des de la finitud humana i les limitacions) amb l'existencialisme religiós ni altres existencialismes metafísics (p. ex.: amb la fenomenologia de Heidegger).
L'existencialisme ateu confronta l'ansietat per la mort (Terror management theory) sense l'esperança religiosa (ni d'altres de metafísiques com la reencarnació). Per a alguns pensadors, el malestar existencial és sobretot teòric (com l'és amb Jean-Paul Sartre), mentre que altres filòsofs es veuen molt afectats per l'angoixa existencial (com ara Albert Camus i la seua discussió de l'absurd).
Segons Sartre l'existència precedeix a l'essència, i això significa que, primerament existeix l'ésser humà (ex.: apareix en escena) i després es defineix a si mateix.
Si l'ésser humà, tal com l'existencialisme el concep, és indefinible, és perquè al principi no és res. Només després en serà alguna cosa, i ell mateix haurà fet el que serà. No existeix la naturalesa humana, ja que no hi ha un déu que la conceba. No sols l'ésser humà és qui es concep a si mateix, sinó que és només el que vol ser després d'aquest impuls cap a l'existència.

## Obres

### Sartre
La novel·la La nàusea és, en alguns aspectes, un manifest de l'existencialisme ateu. Sartre hi descriu un investigador desanimat (Antoine Roquentin) en un petit poble francés, on es torna conscient del fet que la natura, així com cada objecte inanimat, és indiferent cap a ell i la seua turmentada existència. A més, es veuen externs a qualsevol «significat» humà i cap humà no pot veure res de significatiu en ells.

### Camus
Albert Camus parla de dualismes: la felicitat i la tristesa, la vida i la mort. En El mite de Sísif, aquest dualisme es torna paradoxal, ja que els humans valoren molt la seua existència quan alhora són conscients de la seua mortalitat. Camus creu que és propi de la naturalesa humana tenir la dificultat a reconciliar aquestes paradoxes i creu, però, que la humanitat ha d'acceptar el que anomena l'absurd.
D'altra banda, Camus no és estrictament un existencialista ateu, ja que l'acceptació de l'absurd no permet el plantejament de l'existència o inexistència d'un déu.

### De Beauvoir
Simone de Beauvoir és una escriptora feminista que es planteja diversos temes de caràcter existencialista, tals com el masclisme històric, el posicionament de la dona en la societat, etc.

## En l'antiguitat
Des d'un punt de vista històric, apareixen elements d'existencialisme ateu ja en la poesia de Lucreci. Molts passatges del De rerum natura evoquen problemes i sentiments típics dels existencialistes moderns.